# Helietta parvifolia
Helietta parvifolia là một loài thực vật có hoa trong họ Cửu lý hương. Loài này được (A. Gray) Benth. mô tả khoa học đầu tiên năm 1882.